# Ben Guntenaar
Ben Guntenaar (Huizen, 12 januari 1922 – Paussac-et-Saint-Vivien (La Verrerie), 8 mei 2009) was een Nederlandse beeldhouwer.

## Leven en werk
Guntenaar studeerde van 1942 tot 1945 beeldhouwkunst bij Jan Bronner aan de Rijksakademie van beeldende kunsten in Amsterdam. Hij werd in 1949 lid van de groepering Vrij Beelden en zijn werken uit die periode werden gekenmerkt door vloeiende, geabstraheerde vormen, verwant aan de werken van Hans Arp en Henry Moore. Met de beeldhouwers Hans Verhulst, Carel Kneulman, Shinkichi Tajiri en Wessel Couzijn was hij medeoprichter van de, slechts kort bestaande, Groep Amsterdam. Aanvankelijk werkte Guntenaar figuratief met de materialen hout, brons en zandsteen of travertijn, maar rond 1975 werd zijn stijl abstracter en minimalistischer.
Vanaf de zestiger jaren werkte Guntenaar afwisselend in Amsterdam, waar hij parttime docent was aan de Gerrit Rietveld Academie (duobaan met Jos Wong Lun Hing) en in Paussac-et-Saint-Vivien in het Franse departement Dordogne. Daar zocht hij in steengroeves zelf de geschikte stenen uit en bezocht veelvuldig steenhouwers om ervaring op te doen met de praktijk van het houwen. Vaker koos hij hardere steensoorten, zoals marmer.
Vanaf 1986 tot zijn dood woonde hij permanent in Frankrijk.
Guntenaar overleed op 8 mei 2009 in zijn Franse woonplaats. Elf dagen later overleed Jos Wong, die evenals Guntenaar aan de ziekte van Parkinson leed.

## Werken in de openbare ruimte (selectie)
- Jongeren, vier steenreliëfs (1949), Hoornsestraat en Nibbixwoudstraat, Amsterdam
- Zonder titel, reliëfs (1952), NS-Station,Zutphen
- Sportmonument (1952), Mondriaanlaan, Wageningen
- Leda en de zwaan (1955), Bos en Lommerplein, Amsterdam; vanaf 2019/2020 Emmaplein
- Het Bos (1959), Bibliotheek Vertigo van de Technische Universiteit Eindhoven, Eindhoven
- Zonder titel, nabij de Gerrit Rietveld Academie, Amsterdam-Zuid
- Plastische tekens in steen (1969/2007), Confuciusplein, daarna Australiëhavenweg, Amsterdam
- Drie pylonen (1970), Spinnekop (Molenwijk), Amsterdam
- Verschuivingen (1972), Westelijk Halfrond, Amstelveen
- Verschuivingen (1975), Churchill-laan in Amsterdam
- De Vleugels (19??), Maarsse & Kroon/Anjerhof in Aalsmeer (geplaatst in 2010)
- Bordesjes (1987), Zaanenpark, Haarlem

## Fotogalerij

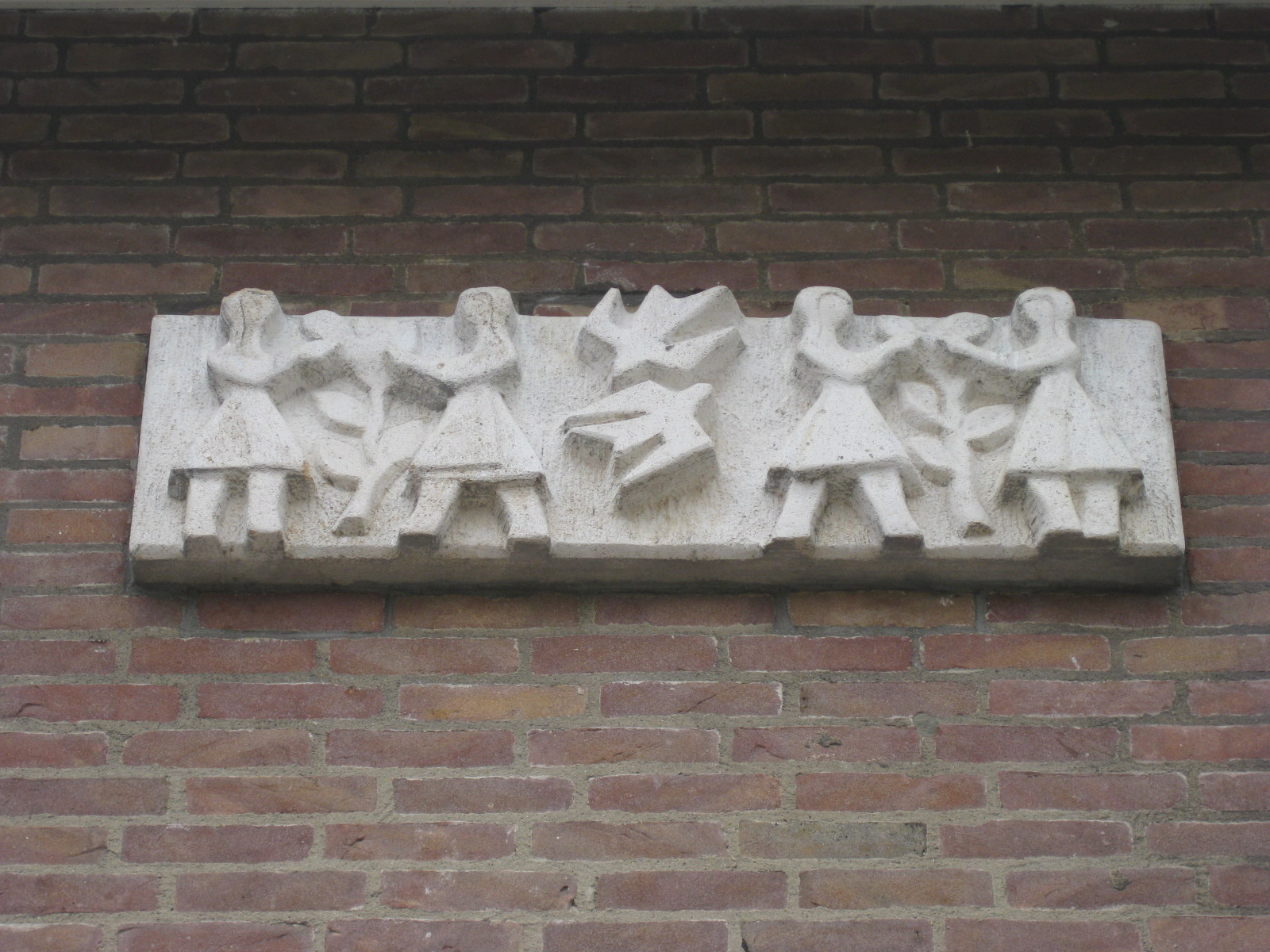
Gevelreliëf (1949), Amsterdam-Noord
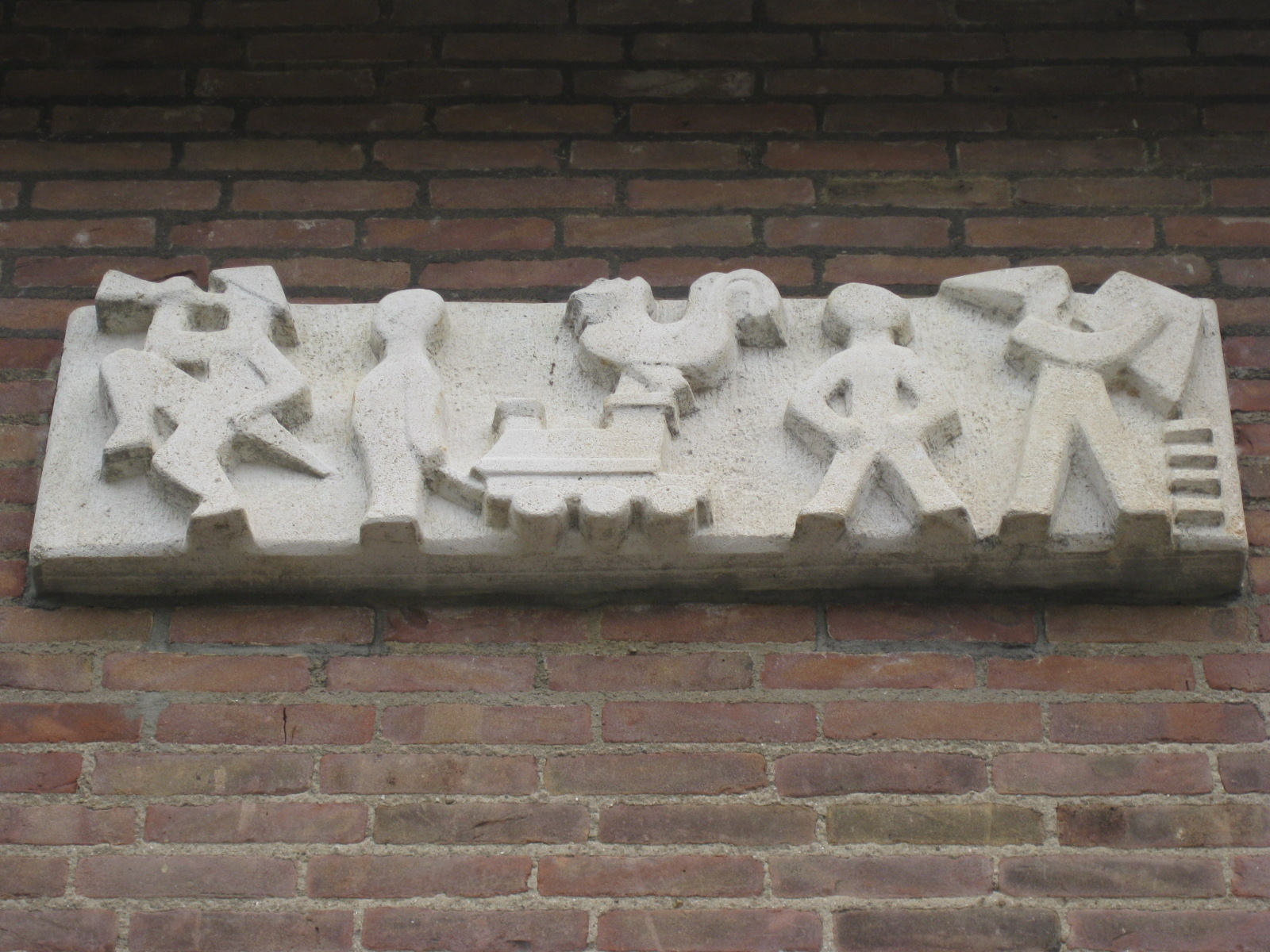
Gevelreliëf (1949), Amsterdam-Noord
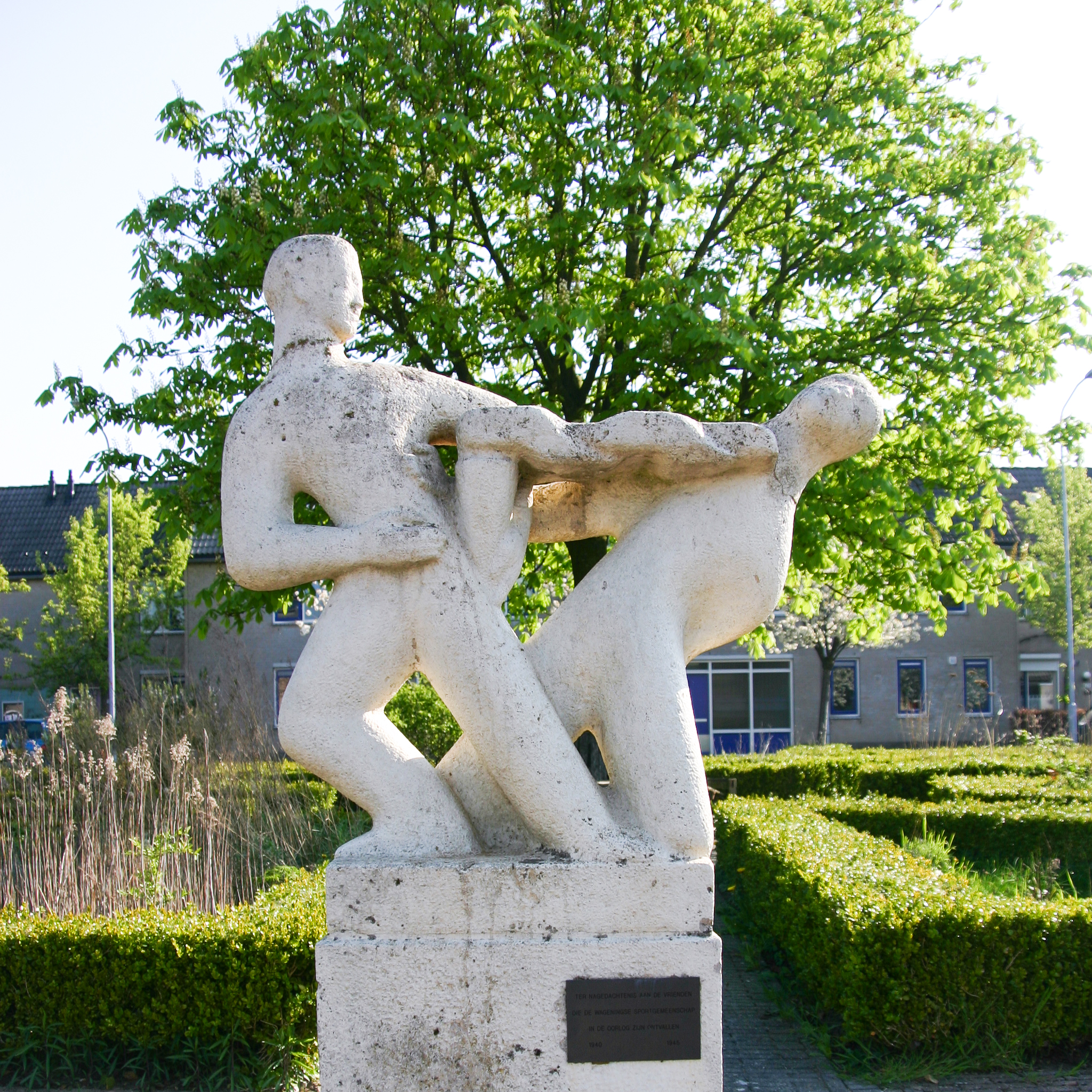
Sportmonument (1952), Wageningen
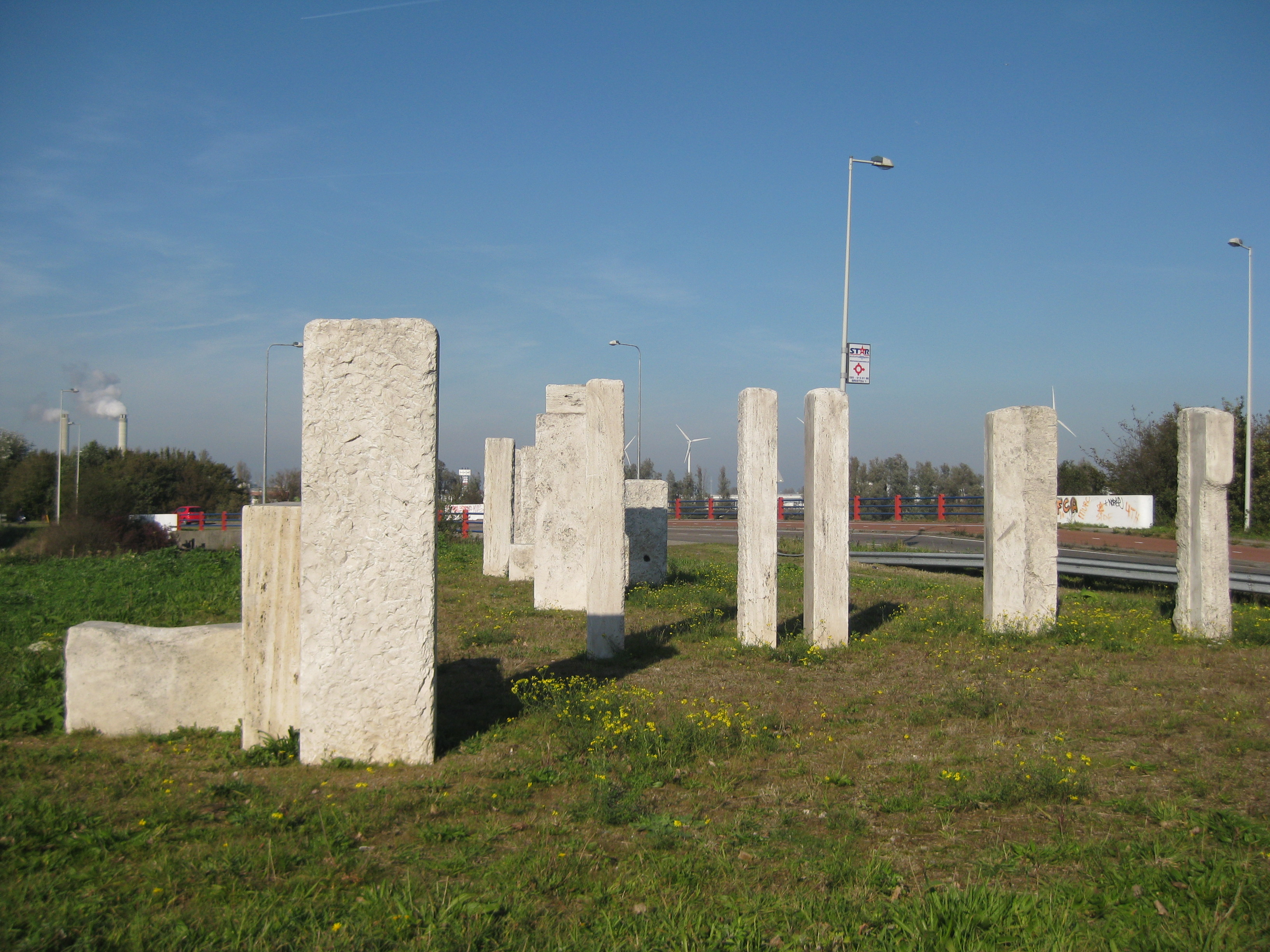
Plastische tekens in steen (1969), Amsterdam-West
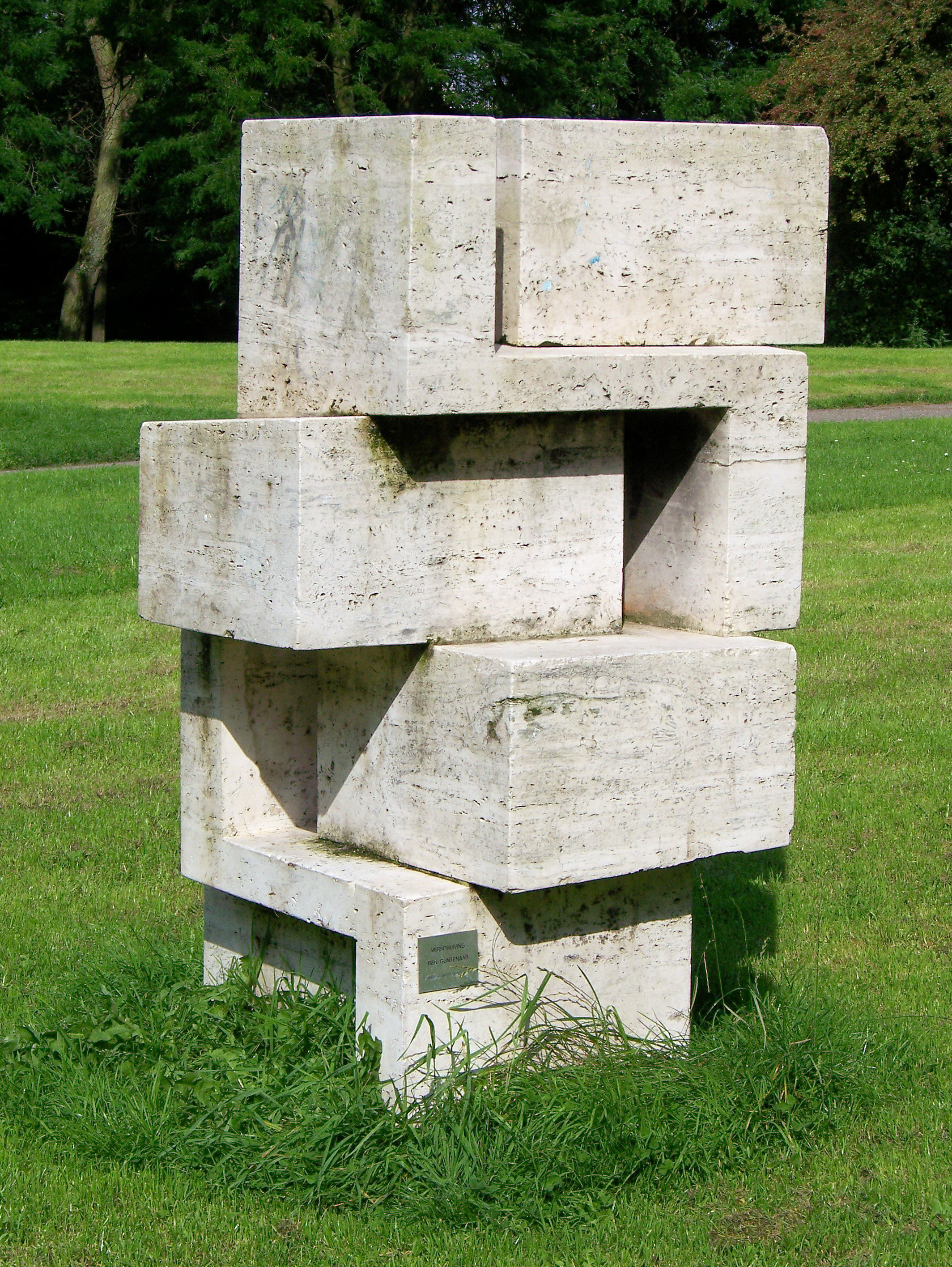
Verschuivingen (1972), Amstelveen